# ピエール・モンタン・ベルトン
ピエール・モンタン・ベルトン（Pierre Montan Berton, 1727年1月7日 - 1780年5月14日）は、フランスの作曲家、指揮者。作曲家アンリ・モンタン・ベルトンの父。

## 生涯
ベルトンはサンリスでオルガンと作曲を学んだ後、ボルドーのグランド・テアトルで指揮者となった。1775年、王宮の芸術監督、パリ・オペラ座の音楽監督に任用された。1767年から1769年まではジャン＝クロード・トリアルと共同で、1775年から1777年までは単独での指揮者職であった。そして1780年には総支配人となっている。
ベルトンが実権を握っていた時代に、グルックやピッチンニの傑作が音楽に革命を起こしていた。また彼自身もオペラを作曲した。「Érosine」（1764年）、「Cythère assiégée」（1775年）などである。
彼の「新しいシャコンヌ Nouvelle Chaconne ホ短調」（1762年）は、ルブレトン・シャコンヌ（Lebreton-）としても知られ、ルイ18世の時代には有名であった。

## 作品
- Sylvie, pastorale héroïque 3幕形式, avec Pierre de La Garde et Jean-Claude Trial, livret de Pierre Laujon, 1749年
- Deucalion et Pyrrha, 1幕形式のバレエ, avec François-Joseph Giraud, livret de Pierre de Morand et Poullain de Saint-Foix, 1755年
- Érosine, pastorale héroïque 1幕形式, musique de Moncrif, 1765年
- Théonis, ou le Toucher, pastorale héroïque en 1 acte, avec Louis Granier et Jean-Claude Trial, livret de Poinsinet, 1767年
- Linus, tragédie lyrique 5幕形式, avec Antoine Dauvergne et Jean-Claude Trial, livret de Charles-Antoine Leclerc de La Bruère, 1769年